# Râul Tămășoiu
Râul Tămășoiu este curs de apă din Munții Buzăului. Este unul din cele două brațe care formează râul Bâsculița. 

## Hărți
- Harta Siriu - Trasee Montane
- Harta Munții Buzăului [nefuncțională – arhivă]